# Кавальо, Франческа
Франческа Кавалло (итал. Francesca Cavallo; род. 1983 год, Таранто, Италия) — итальянская писательница, предпринимательница и активистка. Соавтор серии книг «Сказки на ночь для юных бунтарок», которая побила рекорды по сборам на краудфандинговом сайте Kickstarter.
Первый том книги «Сказки на ночь для юных бунтарок» был выпущен в 2016 году и с тех пор переведен на 47 языков. В первом томе собраны 99 историй о женщинах, которые оставили заметный след в истории человечества. Сотую главу предлагается написать обладательнице книги, для этого в конце оставлена страница с заголовком «Напиши свою историю».
Из российской версии книги убрали одну историю.

## Номинации
- 2018 год — Выбор читателей Livelib (Детские книги, Сказки на ночь для юных бунтарок).
- 2018 год — Британская национальная книжная премия (Интернациональный автор года, Good Night Stories For Rebel Girls 2)